# Kamil Grabara
Kamil Grabara (Ruda Śląska, 8 gennaio 1999) è un calciatore polacco, portiere del Wolfsburg.

## Carriera

### Club
Cresciuto nelle giovanili del Ruch Chorzów, nel 2016 è stato acquistato dal Liverpool.
Tuttavia con la maglia dei reds non trova mai spazio, venendo prima ceduto in prestito all'Aarhus e poi all'Huddersfield Town.
Dopo un ulteriore prestito all'Aarhus, il 5 luglio 2021 viene ceduto a titolo definitivo al Copenaghen.
Il 6 settembre 2023 viene acquistato dal Wolfsburg, con cui firma un contratto valido dal 1º luglio 2024.

### Nazionale
Con la nazionale U-21 polacca ha preso parte a 2 incontri di qualificazione al campionato europeo di calcio Under-21 2019.
Il 1º novembre 2021 riceve la sua prima convocazione in nazionale maggiore.
Il 1º giugno 2022 ha esordito in nazionale maggiore nella sfida vinta 2-1 contro il Galles, valevole per la UEFA Nations League 2022-2023.
Nel mese di novembre viene incluso dal CT Czesław Michniewicz nella rosa polacca partecipante ai Mondiali in Qatar., a seguito dell'infortunio del portiere Bartlomiej Dragowski

## Statistiche

### Presenze e reti nei club
Statistiche aggiornate al 5 febbraio 2025
| Stagione          | Squadra           | Campionato        | Campionato | Campionato | Coppe nazionali | Coppe nazionali | Coppe nazionali | Coppe continentali | Coppe continentali | Coppe continentali | Altre coppe | Altre coppe | Altre coppe | Totale | Totale |
| Stagione          | Squadra           | Comp              | Pres       | Reti       | Comp            | Pres            | Reti            | Comp               | Pres               | Reti               | Comp        | Pres        | Reti        | Pres   | Reti   |
| ----------------- | ----------------- | ----------------- | ---------- | ---------- | --------------- | --------------- | --------------- | ------------------ | ------------------ | ------------------ | ----------- | ----------- | ----------- | ------ | ------ |
| 2018-gen.2019     | Liverpool         | PL                | 0          | 0          | FACup+CdL       | 0               | 0               | UCL                | 0                  | 0                  | -           | -           | -           | 0      | 0      |
| gen.-giu.2019     | Aarhus            | SL                | 6+6+4      | -9+-6+-3   | CD              | 0               | 0               | -                  | -                  | -                  | -           | -           | -           | 16     | -18    |
| 2019-2020         | Huddersfield Town | FLC               | 28         | -45        | FACup+CdL       | 0               | 0               | -                  | -                  | -                  | -           | -           | -           | 28     | -45    |
| 2020-2021         | Aarhus            | SL                | 19+9+1     | -17+-16+-2 | CD              | 6               | -9              | -                  | -                  | -                  | -           | -           | -           | 34     | -44    |
| Totale Aarhus     | Totale Aarhus     | Totale Aarhus     | 45         | -53        |                 | 6               | -9              |                    | -                  | -                  |             | -           | -           | 51     | -62    |
| 2021-2022         | Copenaghen        | SL                | 22+10      | -13+-6     | CD              | 0               | 0               | UECL               | 12                 | -11                | -           | -           | -           | 44     | -30    |
| 2022-2023         | Copenaghen        | SL                | 13+10      | -6+-13     | CD              | 5               | -4              | UCL                | 4                  | -9                 | -           | -           | -           | 32     | -32    |
| 2023-2024         | Copenaghen        | SL                | 21+10+1    | -23+-15+-1 | CD              | 4               | -3              | UCL                | 14                 | -21                | -           | -           | -           | 50     | -63    |
| Totale Copenaghen | Totale Copenaghen | Totale Copenaghen | 87         | -77        |                 | 9               | -7              |                    | 30                 | -41                |             | -           | -           | 126    | -125   |
| 2024-2025         | Wolfsburg         | BL                | 20         | -34        | CG              | 3               | 0               | -                  | -                  | -                  | -           | -           | -           | 23     | -34    |
| Totale carriera   | Totale carriera   | Totale carriera   | 180        | -209       |                 | 18              | -16             |                    | 30                 | -41                |             | -           | -           | 228    | -266   |

### Cronologia presenze e reti in nazionale
| Cronologia completa delle presenze e delle reti in nazionale ― Polonia | Cronologia completa delle presenze e delle reti in nazionale ― Polonia | Cronologia completa delle presenze e delle reti in nazionale ― Polonia | Cronologia completa delle presenze e delle reti in nazionale ― Polonia | Cronologia completa delle presenze e delle reti in nazionale ― Polonia | Cronologia completa delle presenze e delle reti in nazionale ― Polonia | Cronologia completa delle presenze e delle reti in nazionale ― Polonia | Cronologia completa delle presenze e delle reti in nazionale ― Polonia |
| Data                                                                   | Città                                                                  | In casa                                                                | Risultato                                                              | Ospiti                                                                 | Competizione                                                           | Reti                                                                   | Note                                                                   |
| ---------------------------------------------------------------------- | ---------------------------------------------------------------------- | ---------------------------------------------------------------------- | ---------------------------------------------------------------------- | ---------------------------------------------------------------------- | ---------------------------------------------------------------------- | ---------------------------------------------------------------------- | ---------------------------------------------------------------------- |
| 1-6-2022                                                               | Breslavia                                                              | Polonia                                                                | 2 – 1                                                                  | Galles                                                                 | UEFA Nations League 2022-2023 - 1º turno                               | -1                                                                     |                                                                        |
| Totale                                                                 |                                                                        | Presenze                                                               | 1                                                                      |                                                                        | Reti                                                                   | -1                                                                     |                                                                        |

| Cronologia completa delle presenze e delle reti in nazionale ― Polonia under 21 | Cronologia completa delle presenze e delle reti in nazionale ― Polonia under 21 | Cronologia completa delle presenze e delle reti in nazionale ― Polonia under 21 | Cronologia completa delle presenze e delle reti in nazionale ― Polonia under 21 | Cronologia completa delle presenze e delle reti in nazionale ― Polonia under 21 | Cronologia completa delle presenze e delle reti in nazionale ― Polonia under 21 | Cronologia completa delle presenze e delle reti in nazionale ― Polonia under 21 | Cronologia completa delle presenze e delle reti in nazionale ― Polonia under 21 |
| Data                                                                            | Città                                                                           | In casa                                                                         | Risultato                                                                       | Ospiti                                                                          | Competizione                                                                    | Reti                                                                            | Note                                                                            |
| ------------------------------------------------------------------------------- | ------------------------------------------------------------------------------- | ------------------------------------------------------------------------------- | ------------------------------------------------------------------------------- | ------------------------------------------------------------------------------- | ------------------------------------------------------------------------------- | ------------------------------------------------------------------------------- | ------------------------------------------------------------------------------- |
| 14-11-2017                                                                      | Gdynia                                                                          | Polonia under 21                                                                | 3 – 1                                                                           | Danimarca under 21                                                              | Qual. Europeo Under-21 2019                                                     | -1                                                                              |                                                                                 |
| 27-3-2018                                                                       | -                                                                               | Polonia under 21                                                                | 1 – 0                                                                           | Lituania under 21                                                               | Qual. Europeo Under-21 2019                                                     | -                                                                               |                                                                                 |
| 7-9-2018                                                                        | Lubin                                                                           | Polonia under 21                                                                | 1 – 1                                                                           | Fær Øer under 21                                                                | Qual. Europeo Under-21 2019                                                     | -1                                                                              |                                                                                 |
| 11-9-2018                                                                       | Helsinki                                                                        | Finlandia under 21                                                              | 1 – 3                                                                           | Polonia under 21                                                                | Qual. Europeo Under-21 2019                                                     | -1                                                                              |                                                                                 |
| 12-10-2018                                                                      | Aalborg                                                                         | Danimarca under 21                                                              | 1 – 1                                                                           | Polonia under 21                                                                | Qual. Europeo Under-21 2019                                                     | -1                                                                              |                                                                                 |
| 16-10-2018                                                                      | Gdynia                                                                          | Polonia under 21                                                                | 3 – 0                                                                           | Georgia under 21                                                                | Qual. Europeo Under-21 2019                                                     | -                                                                               |                                                                                 |
| 16-11-2018                                                                      | Zabrze                                                                          | Polonia under 21                                                                | 0 – 1                                                                           | Portogallo under 21                                                             | Qual. Europeo Under-21 2019                                                     | -1                                                                              |                                                                                 |
| 20-11-2018                                                                      | Chaves                                                                          | Portogallo under 21                                                             | 1 – 3                                                                           | Polonia under 21                                                                | Qual. Europeo Under-21 2019                                                     | -1                                                                              |                                                                                 |
| 21-3-2019                                                                       | Bristol                                                                         | Inghilterra under 21                                                            | 1 – 1                                                                           | Polonia under 21                                                                | Amichevole                                                                      | -1                                                                              |                                                                                 |
| 16-6-2019                                                                       | Reggio Emilia                                                                   | Polonia under 21                                                                | 3 – 2                                                                           | Belgio under 21                                                                 | Europeo Under-21 2019 - 1º turno                                                | -2                                                                              | 90’                                                                             |
| 19-6-2019                                                                       | Bologna                                                                         | Italia under 21                                                                 | 0 – 1                                                                           | Polonia under 21                                                                | Europeo Under-21 2019 - 1º turno                                                | -                                                                               |                                                                                 |
| 22-6-2019                                                                       | Bologna                                                                         | Spagna under 21                                                                 | 5 – 0                                                                           | Polonia under 21                                                                | Europeo Under-21 2019 - 1º turno                                                | -5                                                                              |                                                                                 |
| 6-9-2019                                                                        | Jelgava                                                                         | Lettonia under 21                                                               | 0 – 1                                                                           | Polonia under 21                                                                | Qual. Europeo Under-21 2021                                                     | -                                                                               | cap.                                                                            |
| 10-9-2019                                                                       | Białystok                                                                       | Polonia under 21                                                                | 4 – 0                                                                           | Estonia under 21                                                                | Qual. Europeo Under-21 2021                                                     | -                                                                               | cap.                                                                            |
| 11-10-2019                                                                      | Ekaterinburg                                                                    | Russia under 21                                                                 | 2 – 2                                                                           | Polonia under 21                                                                | Qual. Europeo Under-21 2021                                                     | -2                                                                              | cap.                                                                            |
| 15-10-2019                                                                      | -                                                                               | Polonia under 21                                                                | 1 – 0                                                                           | Serbia under 21                                                                 | Qual. Europeo Under-21 2021                                                     | -                                                                               | cap.                                                                            |
| 15-11-2019                                                                      | Sofia                                                                           | Bulgaria under 21                                                               | 3 – 0                                                                           | Polonia under 21                                                                | Qual. Europeo Under-21 2021                                                     | -3                                                                              | cap.                                                                            |
| 9-10-2020                                                                       | -                                                                               | Serbia under 21                                                                 | 1 – 0                                                                           | Polonia under 21                                                                | Qual. Europeo Under-21 2021                                                     | -1                                                                              | cap.                                                                            |
| 13-10-2020                                                                      | Gdynia                                                                          | Polonia under 21                                                                | 1 – 1                                                                           | Bulgaria under 21                                                               | Qual. Europeo Under-21 2021                                                     | -1                                                                              | cap.                                                                            |
| Totale                                                                          |                                                                                 | Presenze                                                                        | 19                                                                              |                                                                                 | Reti                                                                            | -21                                                                             |                                                                                 |

## Palmarès

### Club

#### Competizioni nazionali
- Campionato danese: 2

Copenaghen: 2021-2022, 2022-2023
- Coppa di Danimarca: 1

Copenaghen: 2022-2023